# The Fountain of Salmacis
The Fountain of Salmacis (La fuente de Salmacis) es una canción de la banda inglesa de rock progresivo Genesis, la cual aparece en el tercer álbum del grupo: Nursery Cryme, del año 1971. 
La canción cuenta la historia de la ninfa Salmacis, quien según la mitología griega intentó relacionarse con Hermafrodito. Según la historia, Salmacis y hermafrodito se unen en un solo cuerpo, lo que se encuentra reflejado en las letras de la canción. Musicalmente es remarcable por el sonido épico que tiene el melotrón, al comienzo y al final de la canción.
Lo siguiente ha sido tomado del libro Las Metamorfosis de Ovidio: 
¿Cómo la Fuente de Salmacis adquiere su carácter de enfermedad y por qué sus aguas debilitan y ablandan los miembros que tocan?
Un hijo nacido de Mercurio y Venus fue traído por las náyades a la cueva de Ida. Su nombre era Hermafrodita.
A los 15 se fue de Ida y visitó lugares remotos sólo por diversión. Vio una fuente de agua donde vivía Salmacis, la única ninfa no conocida como Diana. Ella no podía cazar con las otras ninfas, o hacer cualquier otra cosa.
Ella traía flores, y vio a Hermafrodita a quien quiso poseer desde la primera mirada. Se puso hermosa, fue hacia él, y le pidió para ser su amante, y para casarse con él si ya no lo estaba. Hermafrodita ni siquiera sabía lo que era el amor. Salmacis se le arrojó encima. Ella se marchó y él se fue a nadar a la fuente.

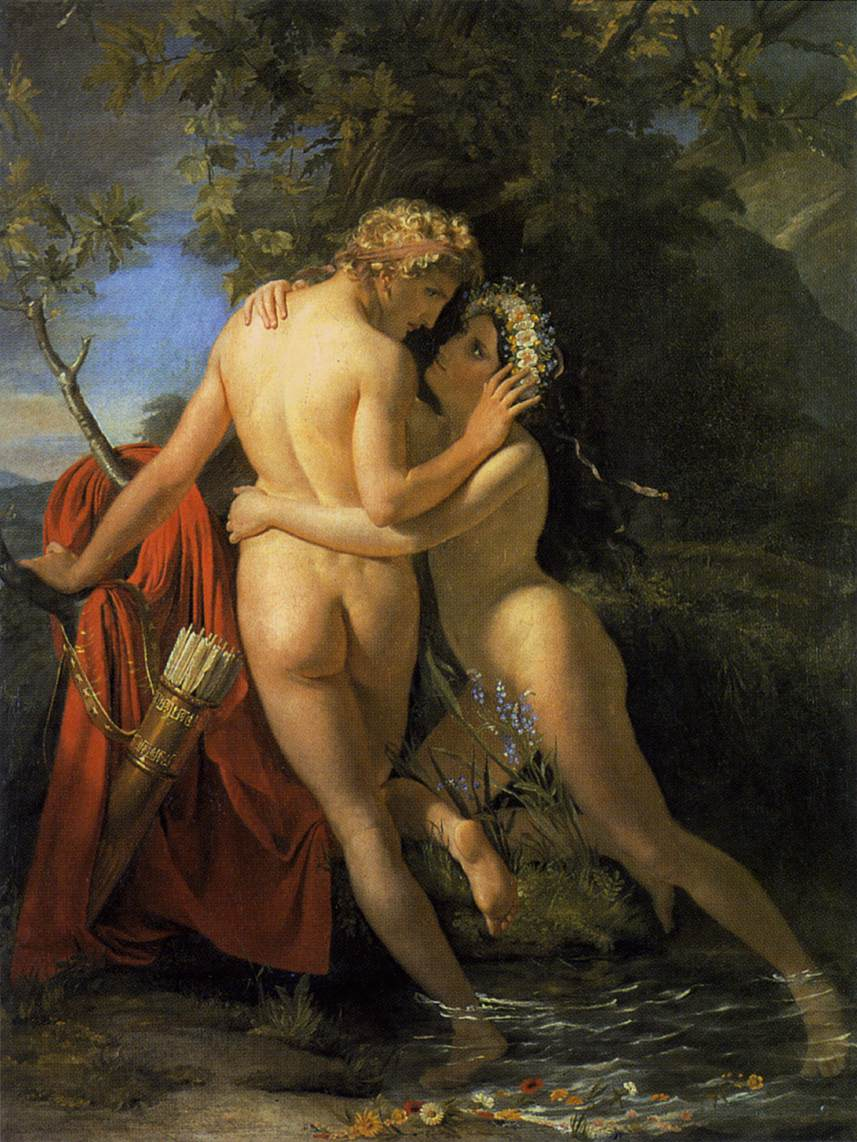
"La ninfa Salmácide y Hermafrodito". Pintura de 1829. François-Joseph Navez (1787 - 1869).

Cuándo se encuentra en la fuente, Salmacis dice "¡He ganado! ¡Él es mío!" y entra después de él. Hacen el amor – y quedan permanentemente unidos en un mismo ser. Hermafrodita se debilita y se agota. Le pide a su padre que maldiga la fuente, así si cualquier hombre que entra puede salir, que no sea más que un "medio hombre", que se debilite y se afemine al toque de las aguas. Ambos padres fueron y maldijeron la fuente.
Según la mitología griega, un hermafrodita era un ser parcialmente macho, parcialmente hembra. La idea de tal ser se originó en el este, en el área de Grecia que apareció en Cyprus, y aunque fue un objeto favorito en el arte griego posterior, no era de importancia en la cultura griega. Una leyenda del período helenístico lo hace a Hermafrodita un hermoso joven, el hijo de Hermes y Afrodita. La ninfa de la fuente de Salmacis en Caria se enamoró de él y suplicó a los dioses que ella estuviera unida para siempre con él. El resultado fue la formación de un medio hombre, medio mujer.
Steve Hackett opina sobre la canción en el libro de Armando Gallo: "Estábamos ensayando una noche, unos seis meses después de llegar al grupo y Tony (Banks) comenzó a tocar por su cuenta una parte de un número previo que ya habían hecho, según dijo. Incorporó el melotrón en la canción y comenzó a darle un efecto de arpa. Todo esto desembocó en la Fuente de Salmacis. El solo de guitarra al final era, creo, un importante avance para la época. Previamente habíamos tenido ambas cuerdas que sonaban muy orquestales (melotrón y guitarra), las cuales yo amaba, pero de repente había una sola al final."
El demo de "Provocation" que se encuentra en el box set Genesis 1970-1975, tiene la misma intro de The Fountain of Salmacis pero con letra distinta y también contiene la sección instrumental de la canción "Looking For Someone" del álbum  Trespass del grupo